# HD 24160
HD 24160 (g Eridanus) é uma estrela na direção da Eridanus. Possui uma ascensão reta de 03h 49m 27.28s e uma declinação de −36° 12′ 00.4″. Sua magnitude aparente é igual a 4.17. Considerando sua distância de 210 anos-luz em relação à Terra, sua magnitude absoluta é igual a 0.13. Pertence à classe espectral G8III.